# Den Hulst
Den Hulst is het noordelijke deel van de plaats Nieuwleusen en behoort tot de gemeente Dalfsen in de Nederlandse provincie Overijssel.

## Geschiedenis
Voor de gemeentelijke herindeling van 2001 behoorde Den Hulst tot de gemeente Nieuwleusen. Het dorp Den Hulst is in de jaren 70 bij het dorp Nieuwleusen gevoegd en heet sindsdien Nieuwleusen-Noord. In de volksmond staat Den Hulst bekend onder de naam Nulst. Het is een langgerekte streek, gelegen aan de gelijknamige weg Den Hulst (provinciale weg N377). Deze begint in het westen na de Rollecate en eindigt in het oosten bij de Oosterhulst. Waar vroeger brug V (5) lag - de N377 is over de gedempte Dedemsvaart aangelegd - staat nog steeds het brugwachtershuis.
Bijna een eeuw (van 1904 tot 2003) was er de fietsenfabriek van Union gevestigd.
Hoofdplaats: Dalfsen      Dorpen: Ankum · Hoonhorst · Lemelerveld · Nieuwleusen · Oudleusen

Buurtschappen: Broekhuizen · Dalfserveld · Dalmsholte (deels) · De Marshoek · De Meele · Den Hulst · Emmen · Engeland · Gerner · Hessum · Holt · Lenthe · Mataram · Millingen · Ooster-Dalfsen · Oudleusenerveld · Rechteren · Rosengaarde · Ruitenveen · Slennebroek · Strenkhaar · Vennenberg · Welsum

Voormalige gemeenten: Nieuwleusen

Overijssel · Steden en dorpen in Overijssel      Nederland · Provincies · Gemeenten